# Ashland (Alabama)
Ashland város az USA Alabama államában. Lakosainak száma 1984 fő (2020. április 1.).

## Népesség
A település népességének változása:
| Lakosok száma | 1965 | 2037 | 1984 |
|               | 2000 | 2010 | 2020 |